# Министерство белорусских дел Литвы
Министерство белорусских дел Литвы (бел. Міністэрство беларускіх спраў, лит. Lietuvos gudų reikalų ministerija) — орган исполнительной власти в правительстве Литовской Республики в 1918—1923 гг. Создано в результате переговоров между Виленской белорусской радой и Президиумом Литовской Тарибы от 27 ноября 1918 года. С 19 декабря 1918 года размещалось в Гродно, с начала мая 1919 — в Ковно.
Белорусам отводилось 25 % из общего числа мест в литовском правительстве. Под юрисдикцией министерства находилась территория Гродненщины, Виленщины и бывшей Сувалкской губернии, площадью около 39 тыс. км² с населением 1.9 млн человек. Планировалась автономия с государственным языком белорусским. Функции министерства: предоставление кандидатов на должности городских и уездных комиссаров, назначение школьных инспекторов, судей и др. Министерство назначило комиссаров в Гродно, Лиду, Дятлово (ныне Беларусь), Белосток, Бельск, Беловежу, Крынки, Соколку (ныне Польша). Сформировало 1-й белорусский пеший полк, который дислоцировался в Гродно. При участии представителей министерства создан Гродненский уездный совет, белорусская областная управа и комитет связи культурно-национального возрождения. Преследовало цель предупредить оккупацию белорусских западных земель Польшей путем создания совместного белорусско-литовского государства, сохранить территориальную целостность Белоруссии.
Его возглавляли Иосиф Воронко (1 декабря 1918 — 12 марта 1919; 12 апреля 1919 — 19 июня 1920) и Доминик Семашко (19 июня 1920 — 2 февраля 1922).
Печатные органы: «Часопісь Міністэрства Беларускіх Справаў», газета «Пагоня». Издавались белорусские книги.
В 1920 году, после заключения Московского договора, статус министерства изменился. В 1922 году, после окончательного присоединения Виленщины к Польше, отношения с литовским правительством ухудшились, из проекта литовской конституции был изъят параграф о национальных министерствах. В 1923 году по решению конференции Англии, Франции, Италии и Германии от 15 марта Виленщина закреплена за Польшей — белорусское министерство было упразднено.